# Tabebuia roseoalba
Tabebuia roseoalba (лат.) — растение; вид рода Табебуйя семейства Бигнониевые.

## Распространение и среда обитания
В дикой природе вид распространён в бразильских экорегионах серраду и пантанал, встречается также и на севере Аргентины. В этих странах дерево используется как медонос или декоративное растение в населённых пунктах

## Ботаническое описание
Высота деревьев достигает 7—16 м, а диаметр ствола — 40—50 см.
Цветёт вид в августе — октябре, во время цветения листья на дереве отсутствуют. Каждый цветок цветёт лишь несколько дней.
Плоды созревают с октября, семена мелкие, в килограмме — около 70 тысяч штук.

## Хозяйственное значение и применение
Древесина дерева (ипе) крепкая, хорошая сохраняется, используется в строительстве.